# Magelona americana
Magelona americana är en ringmaskart som beskrevs av Hartman 1965. Magelona americana ingår i släktet Magelona och familjen Magelonidae. Inga underarter finns listade i Catalogue of Life.